# Fergal O'Brien
Fergal O'Brien, surnommé « The Baby-Faced Assassin » et « Fearless Fergal », né le 8 mars 1972 à Bayside dans le comté de Fingal, au nord de Dublin (Irlande), est un joueur professionnel de snooker depuis 1991.
Il a gagné un seul titre majeur (Open de Grande-Bretagne) et a atteint une autre fois la finale d'un tournoi majeur (trophée d'Irlande du Nord). Il a atteint son meilleur classement lors de l'année 2000-2001 : une 9e place. Après 25 années en tant que joueur professionnel, il réalise un break maximal lors du championnat de la ligue 2016. 
O'Brien est à ce jour le seul joueur avec Yan Bingtao à avoir réussi un century lors de sa première manche disputée au Crucible Theatre (en 1994 face à Alan McManus, il a d'ailleurs perdu ce match par 10 à 7). Il détient aussi le record d'avoir disputé la manche la plus longue de l'histoire du sport. Il est aussi un des trois joueurs à avoir inscrit cinq centuries dans un match au meilleur des onze manches.

## Carrière

### Début de carrière (1991-1998)
Devenu professionnel en 1991, O'Brien dispute son premier grand tableau d'un tournoi classé en 1992, lors du championnat du Royaume-Uni. Au Grand Prix de 1995, O'Brien réalise son premier quart de finale en tournoi, s'inclinant face à Stephen Hendry. Il renouvelle cette performance la saison suivante, lors de l'Open du pays de Galles et lors du Masters de Thaïlande.
Il se révèle en 1998, atteignant la demi-finale de l'Open d'Écosse, en vainquant Peter Ebdon et Ken Doherty. Son parcours est stoppé par John Higgins. O'Brien termine la saison par une première victoire dans le dernier tableau du championnat du monde, et par l'acquisition de la 20e place mondiale.

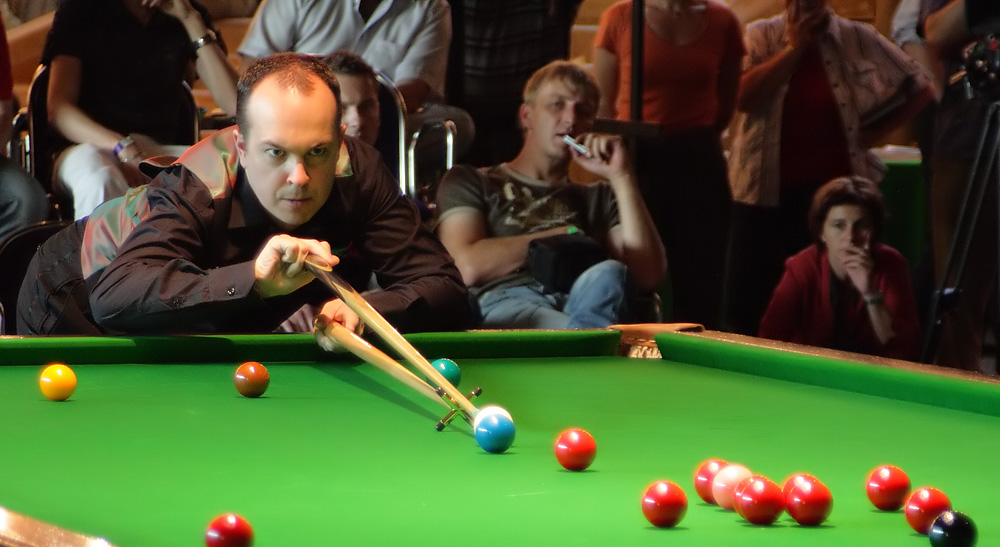
Fergal O'Brien, utilisant le reposoir.

### Point culminant (1999-2002)
Sa plus grande performance est d'avoir gagné l'Open britannique 1999 à Plymouth, en battant principalement Peter Ebdon (5-4), John Higgins (5-4) et Anthony Hamilton en finale (9-7). Hamilton a commencé la finale par deux centuries, mais O'Brien a réussi à gagner cinq manches pour battre le natif de Nottingham. 
En 2000, il rejoint les quarts de finale de l'Open du pays de Galles et du championnat du monde, en battant Chris Small au premier tour et Stephen Lee au deuxième tour, avant de s'incliner contre Mark Williams, futur vainqueur du tournoi. O'Brien est arrivé en finale du Masters 2001, en battant Mark Williams, Ken Doherty et Dave Harold, avant de perdre 9-10 face à Paul Hunter, après avoir mené 7–3. C'est pendant cette période qu'il culmine au 9e rang mondial, son meilleur classement. La même saison, il est pour la deuxième fois de sa carrière quart de finaliste au championnat du Royaume-Uni.
En 2001-2002, il commence dans le top 16 du classement mondial, et atteint les quarts de finale au pays de Galles, au Masters et au Masters de Thaïlande.

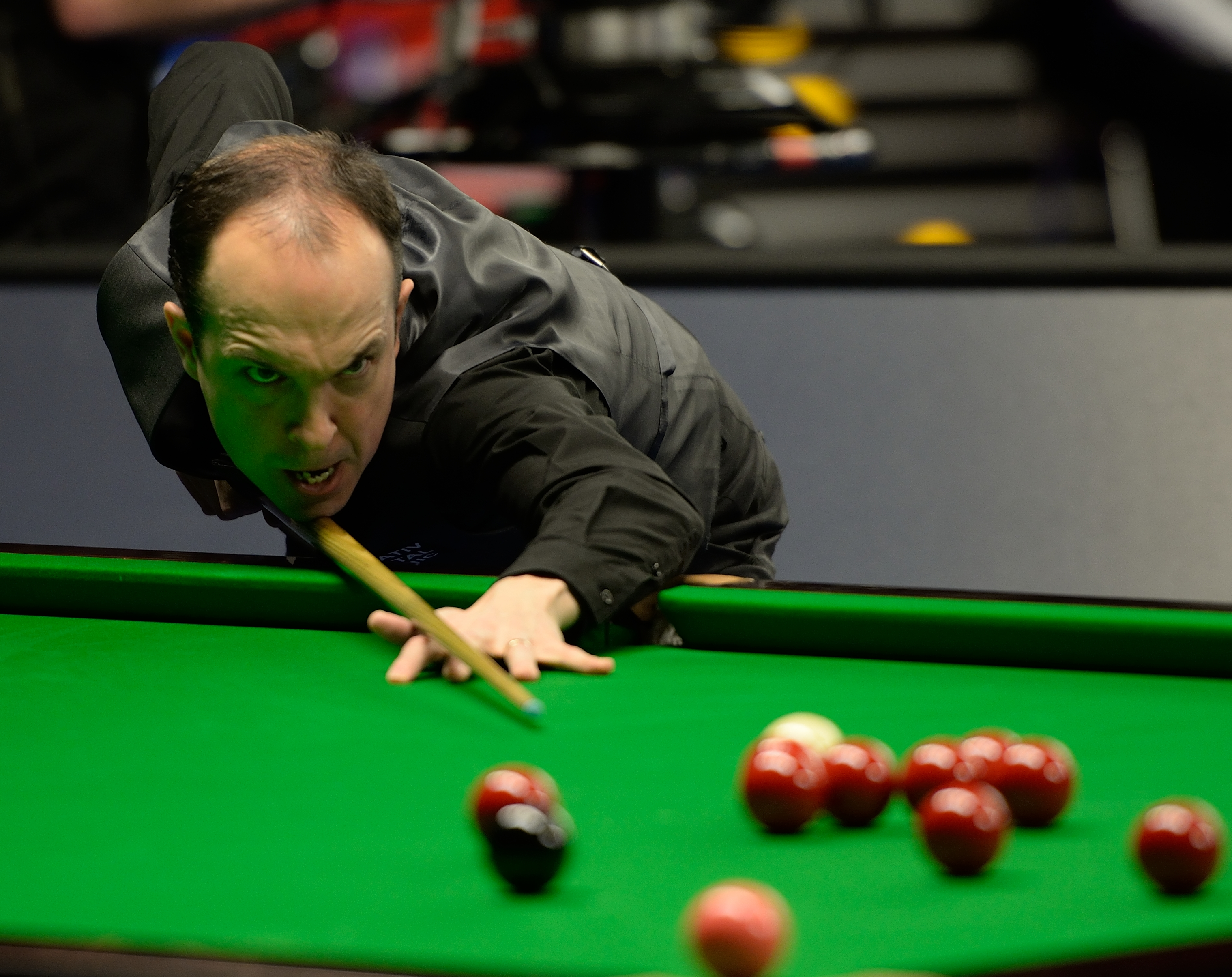
O'Brien en 2015.

### Baisse de régime et manque de confirmation (depuis 2003)
O'Brien connait ensuite des résultats nettement moins bons, ce qui entraîne une chute au classement. Ainsi, il passe de la 16e place à la 23e place en 2002-2003, de la 23e place à la 33e place en 2003-2004, de la 33e place à la  41e place en 2004-2005, de la 41e place à la 44e place en 2005-2006, pour finir 46e mondial en 2006-2007.
En 2007, Il se qualifie pour le trophée d'Irlande du Nord, en battant Barry Pinches 5-4, puis Dave Harold 5-1 au premier tour. Il bat par la suite John Higgins (5-4), Barry Hawkins (5-3), Ronnie O'Sullivan (5-2) et Mark Allen (6-3), pour atteindre sa deuxième finale en carrière dans un tournoi de classement. Il perd finalement 5-9 en finale face à Stephen Maguire. Cette performance permet à O'Brien de remonter 24e mondial au classement de 2008-2009. Cependant, le début de la saison 2008-2009 s'avère décevant. O'Brien ne réalise aucune performance et redescend au 31e rang mondial à l'issue de la saison.
En 2014, après plusieurs saisons sans résultats notoires, il rejoint la finale de l'Open de Gdynia, en Pologne. O'Brien s'y incline contre Shaun Murphy (4-1). L'année suivante, il est finaliste du championnat du monde de snooker seniors. En 2016, il réalise un exploit au deuxième tour du championnat du Royaume-Uni contre Barry Hawkins : celui d'inscrire cinq centuries dans le match, ce qui constitue un record sur un match de ce format. Il finit d'ailleurs par remporter le match sur le score de 6 à 5, mais s'incline au tour suivant contre Stephen Maguire, sur le même score. C'est d'ailleurs cette même année qu'il réalise son premier break royal sur le championnat de la ligue. En fin de saison 2016-2017, O'Brien fait son retour au Crucible Theatre, établissant un nouveau record. Il remporte son dernier match de qualification contre David Gilbert (10-9), à l'issue d'une manche décisive qui a duré 123 minutes (il s'agit alors de la plus longue manche de toute l'histoire du snooker). Il finit par s'incliner au premier tour contre Mark Selby (10-2). La saison suivante, O'Brien atteint les quarts de finale au championnat de Chine. Il s'agit de son premier quart de finale en tournoi classé depuis le Masters de Shanghai 2014.
Dans les séries professionnelles 2021, âgé de 49 ans, Fergal O'Brien, a manqué la bille rose sur sa tentative de 147, laissant passer l'opportunité de devenir le joueur le plus âgé à accomplir cet exploit, tout comme Paul Davison qui, au même âge, a manqué sa tentative de 147, à un jour d'intervalle. Au Masters d'Allemagne, il bat Mark Selby et Simon Lichtenberg en qualifications, puis Michael White pour une place en huitièmes de finale, où il s'incline contre Joe O'Connor.

## Palmarès

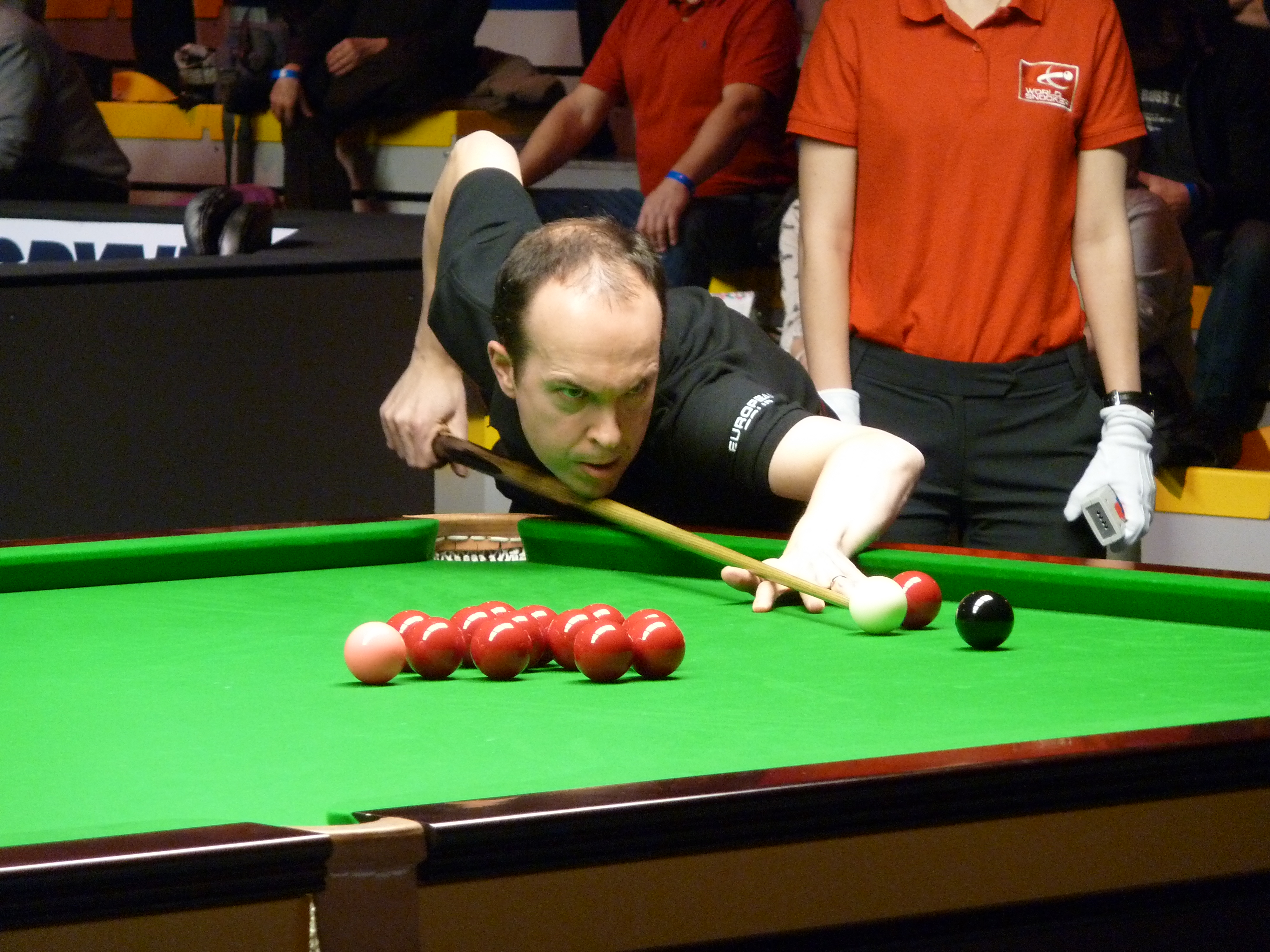
O'Brien pendant l'Open de Gdynia 2014.

| Légende | Catégorie                      | Titres                         | Finales                        |
|         | Tournois classés               | 1                              | 1                              |
|         | Tournois classés mineurs       | 0                              | 1                              |
|         | Tournois non classés           | 2                              | 6                              |
|         | Tournois en équipes            | 0                              | 1                              |
|         | Tournois pro-am                | 0                              | 0                              |
|         | Tournée mondiale seniors       | 0                              | 3                              |
| Gras    | Tournois de la triple couronne | Tournois de la triple couronne | Tournois de la triple couronne |

### Titres

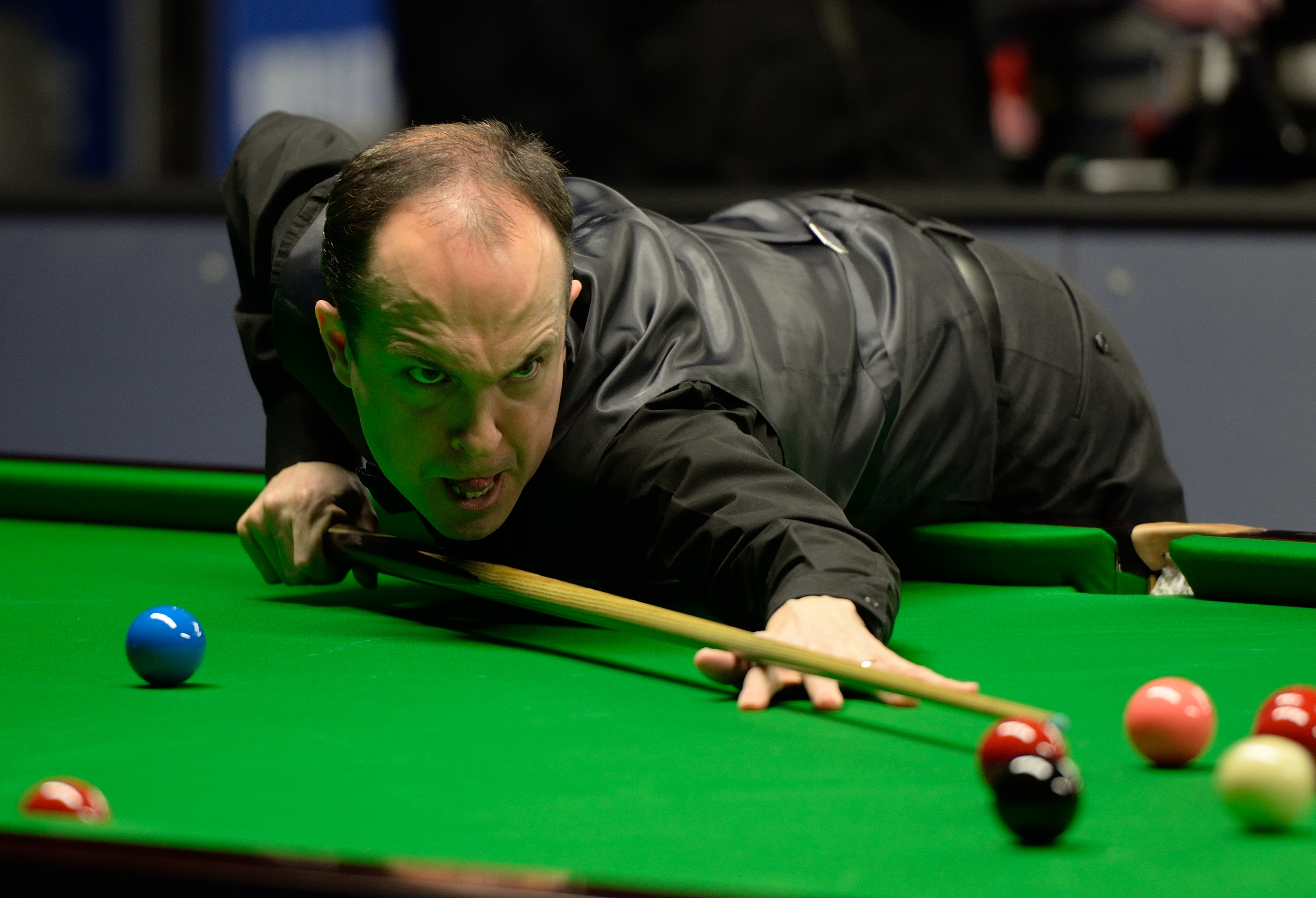
O'Brien lors du Masters d'Allemagne 2015.

| Saison    | Nom du tournoi          | Lieu     | Finaliste        | Score | Tableau |
| 1998-1999 | Open de Grande-Bretagne | Plymouth | Anthony Hamilton | 9-7   | Tableau |
| 2010-2011 | Classique d'Irlande     | Kildare  | Michael Judge    | 5-1   | Tableau |
| 2011-2012 | Classique d'Irlande (2) | Kildare  | Ken Doherty      | 5-2   | Tableau |

### Finales
| Saison    | Nom du tournoi                                                          | Lieu      | Finaliste       | Score | Tableau |
| 1996-1997 | Coupe du monde                                                          | Bangkok   | Écosse          | 7-10  |         |
| 2000-2001 | Masters                                                                 | Wembley   | Paul Hunter     | 9-10  | Tableau |
| 2002-2003 | Open d'Irlande                                                          | Irlande   | Joe Swail       | 3-10  |         |
| 2007-2008 | Classique d'Irlande                                                     | Dublin    | David Morris    | 3-5   | Tableau |
| 2007-2008 | Championnat d'Irlande                                                   | Dublin    | Ken Doherty     | 2-9   |         |
| 2007-2008 | Trophée d'Irlande du Nord                                               | Belfast   | Stephen Maguire | 5-9   | Tableau |
| 2008-2009 | Classique d'Irlande (2)                                                 | Kildare   | Ken Doherty     | 2-5   | Tableau |
| 2009-2010 | Classique d'Irlande (3)                                                 | Kildare   | Joe Swail       | 0-5   | Tableau |
| 2013-2014 | Open de Gdynia                                                          | Gdynia    | Shaun Murphy    | 1-4   | Tableau |
| 2014-2015 | Championnat du monde seniors                                            | Blackpool | Mark Williams   | 1-2   |         |
| 2021-2022 | 1re épreuve de l'école de qualification du championnat du monde séniors | Reading   | Nigel Bond      | 3-4   |         |
| 2023-2024 | 3e tournoi qualificatif au championnat du monde séniors                 | Carlow    | Michael Judge   | 2-4   |         |